# Avrdude
AVRDude (AVR Downloader-Uploader) — кроссплатформенна вільна консольна програма, призначена для прошивки мікроконтролерів фірми Atmel серії AVR. Користується значною популярністю серед розробників та підтримує понад 80 програматорів та понад 150 мікроконтролерів. Крім «рідних» пристроїв від Atmel сюди входять саморобні аматорські пристрої, які не підтримуються AVR Studio, наприклад популярний програматор USBAsp. Спочатку програма була написана для операційної системи FreeBSD і підтримувалась в приватному репозитарії автора, поширюювалася під назвою AVRProg. У зв'язку зі зростаючим інтересом до портування ПЗ на інші операційні системи, Брайан Дін вирішив зробити проект публічним. Також він змінив назву програми на Avrdude, щоб усунути неоднозначність з AVRProg — утиліти, що розповсюджується Atmel разом зі своїм програмним забезпеченням AVR Studio.

## Інсталяція
Програма AVRDude працює в усіх ОС, що підтримують компіляцію тексту програми: Linux, Windows, MacOS X, FreeBSD та інших. Процес інсталяції описано у файлі INSTALL, що знаходиться у .tar.gz архіві з файлами програми. Архіви з вихідними кодами програми можна завантажити зі сторінки завантаження [Архівовано 5 січня 2016 у Wayback Machine.] на сайті розробника.
Окрім того для ОС Windows розробником розповсюджуються вже зкомпільовані .exe файли програми. Вони не потребують інсталяції в систему, але для коректної роботи з USB портом ПК необхідно встановити бібліотеку libusb0.dll.
У операційних системах Linux, що використовують систему керування пакунками Advanced Packaging Tool AVRDude можна встановити за допомогою команди:
```
sudo
 
apt-get
 
install
 
avrdude

```

## Приклади використання
Отримати список всіх підтримуваних програматорів:
```
avrdude
 
-c
 
?

```

Отримати список всіх підтримуваних мікроконтролерів:
```
avrdude
 
-p
 
?

```

Зчитати дані з Flash-пам'яті мікроконтролера ATmega8 і зберегти їх у файл /home/user/m8_flash_dump.hex, формат даних для збереження — Intel HEX. Для роботи використовуємо USB-програматор USBAsp, також просимо програму виводити більше налагоджувальної інформації:
```
avrdude
 
-p
 
m8
 
-c
 
usbasp
 
-P
 
usb
 
-v
 
-U
 
flash:r:/home/user/m8_flash_dump.hex:i

```

Зчитати дані з пам'яті EEPROM мікроконтролера ATmega32, зберегти ці дані в файл С:\temp\m32_eeprom.raw використовуючи формат даних — RAW. Для роботи використовуємо програматор USBTiny:
```
avrdude -p m32 -c usbtiny -U eeprom:r:
"c:\temp\m32_eeprom.raw"
:r

```

Записати дані з файлу /home/user/dump_m8.hex у Flash-пам'ять мікроконтролера ATtiny13, використовуючи програматор STK500:
```
avrdude
 
-p
 
t13
 
-c
 
stk500
 
-U
 
flash:w:/home/user/dump_m8.hex

```

За допомогою однієї команди записати дані у Flash і EEPROM пам'ять мікроконтролера ATtiny13 використовуючи як джерела даних файли flash_dada.hex і eeprom_data.hex, для роботи використовується програматор USBasp:
```
avrdude -p t13 -c usbasp -U flash:w:
"c:\temp\flash_dada.hex"
 -U eeprom:w:
"c:\temp\eeprom_data.hex"

```

Прочитати значення Fuse-бітів мікроконтролера ATtiny13 з подальшим збереженням даних у файли hfuse.txt і lfuse.txt, формат файлу для збереження — Intel HEX. Для операції використовуємо програматор USBasp:
```
avrdude
 
-p
 
t13
 
-c
 
usbasp
 
-U
 
hfuse:r:hfuse.txt:h
 
-U
 
lfuse:r:lfuse.txt:h

```

Встановити Fuse-біти в мікроконтролері ATmega16 за допомогою програматора USBasp. Значення старшого fuse-байта = 0xe1, а значення молодшого fuse-байта = 0x99:
```
avrdude
 
-p
 
m16
 
-c
 
usbasp
  
-U
 
lfuse:w:0xe1:m
 
-U
 
hfuse:w:0x99:m

```

## Графічні оболонки

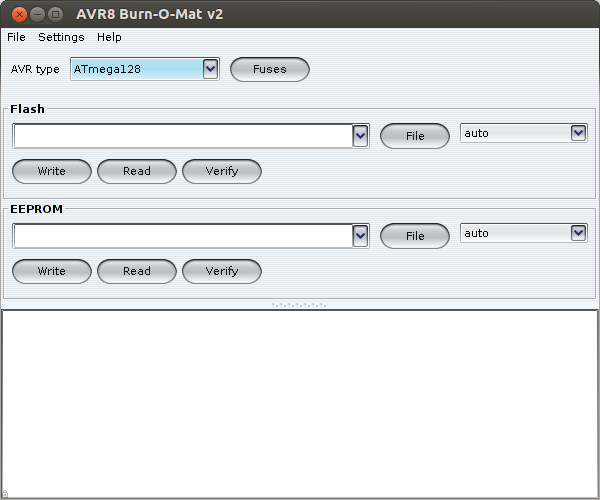
Програма AVR8 Burn-O-Mat в OC Ubuntu

Для зручної роботи з програмою AVRDude сторонніми розробниками написано ряд графічних надбудов. Серед них популярні в користувачів: AVRDUDE_PROG, AVR8 Burn-O-Mat, AVRDUDESHELL, Sinaprog та інші.